# فيرغيش
فيرغيش هي قرية تقع في إقليم كوفاسنا في رومانيا.

## السكان
حسب إحصائيات 2002 بلغ عدد سكان القرية 1,902 نسمة.